# Särna-Idre
Särna-Idre är den nordvästligaste delen av landskapet Dalarna och består av Särna och Idre socknar i Älvdalens kommun. 
Särna-Idre hörde tillsammans med Jämtland och Härjedalen till Norge, men under ledning av Daniel Buscovius införlivades området i det svenska riket år 1645. Gränsen mot Norge var dock oklar ända fram till år 1751.
Befolkningen i Särna-Idre, särskilt den manliga, har historiskt kallats skrullar, även skrollar eller skrållar.[källa behövs]
Dalarna kan i övrigt indelas i Dalabergslagen, Övre Dalarna och Orsa finnmark.